# Phronia tyrrhenica
Phronia tyrrhenica är en tvåvingeart som beskrevs av Edwards 1928. Phronia tyrrhenica ingår i släktet Phronia och familjen svampmyggor. Inga underarter finns listade i Catalogue of Life.